# مواضع سازشکارانه
مواضع سازشکارانه (به انگلیسی: Compromising Positions) فیلمی محصول سال ۱۹۸۵ و به کارگردانی فرانک پری است. در این فیلم بازیگرانی همچون سوزان ساراندون، رائول خولیا، ادوارد هرمان، جودیت آیوی، مری بت هرت، آنی دی سالوا، جاش ماستل، دبورا راش و جو مانتگنا ایفای نقش کرده‌اند.